# Wadsim Schuk
Wadsim Dsmitryjewitsch Schuk (belarussisch Вадзім Дзьмітрыевіч Жук, wiss. Transliteration Vadzim Dz'mitryevič Žuk; * 20. Mai 1952 in Mir) ist ein ehemaliger sowjetischer bzw. belarussischer Fußballschiedsrichter.

## Sportlicher Werdegang
Schuk leitete ab Beginn der 1980er Jahre Meisterschaftsspiele in der Wysschaja Liga als höchster Spielklasse der Sowjetunion und avancierte zu einem der führenden Schiedsrichter des Staates. Nach dem Zusammenbruch der UdSSR kam er noch bis zu seinem Karriereende 2002 in der belarussischen Wyschejschaja Liha zum Einsatz. Als führender Spielleiter des Landes wurde er regelmäßig zudem mit der Leitung der Endspiele um den belarussichen Landespokal betraut: Zwischen der Erstaustragung 1992 und seinem Abschied beim Wettbewerb 2001/02 kam er in acht Finalspielen zum Einsatz. Zuvor war er bereits in den Finalspielen um den sowjetischen Pokal eingesetzt worden, als er im Endspiel um den Pokal 1987/88 Hauptschiedsrichter Iwan Timoschenko als Linienrichter unterstützte und  im folgenden Wettbewerb das Finalspiel zwischen Torpedo Moskau und Dnjepr Dnjepropetrowsk selbst leitete.
Schuk etablierte sich schnell als Schiedsrichter auf internationalem Parkett und kam bereits kurz nach seinem Debüt in der nationalen Meisterschaft einerseits im Europapokal zum Einsatz und rückte andererseits auf die UEFA- respektive FIFA-Schiedsrichterliste für die Leitung von Länderspielen. Am 29. August 1984 debütierte er dabei beim Aufeinandertreffen der DDR-Nationalmannschaft und Rumänien in Gera, das der Gastgeber mit 2:1 gewann. Später leitete er Pflichtspiele im Männer- und Frauenfußball. Nachdem er Qualifikationsspiele im Männerbereich geleitet hatte, gehört er bei der Frauen-Weltmeisterschaft 1991 zu den Turnierschiedsrichtern und leitete dort das Endspiel zwischen dem Ttelgewinner Vereinigte Staaten und Norwegen. In den folgenden Jahren stand er regelmäßig in Spielen der UEFA Champions League auf dem Platz und wurde im Wettbewerb um den UEFA-Pokal 1995/96 mit der Leitung des Finalrückspiels zwischen Girondins Bordeaux und dem FC Bayern München betraut, in dem der deutsche Klub nach einem 2:0-Heimspielsieg mit einem 3:1-Erfolg den Titelgewinn sicherte. Im selben Jahr war er bei der Europameisterschaft 1996 auch im Männerbereich Turnierschiedsrichter, dort leitete er ein Gruppenspiel.